# Катастрофа Ту-124 в Куйбышеве
Катастрофа Ту-124 в Куйбышеве — авиационная катастрофа, произошедшая в утро понедельника 8 марта 1965 года близ Куйбышева. Авиалайнер Ту-124В 1-го Куйбышевского ОАО предприятия «Аэрофлот» начал выполнять регулярный внутренний рейс SU-513 по маршруту Куйбышев — Ростов-на-Дону — Сочи, но сразу после взлёта лайнер перешёл в сваливание, и через 1 минуту после взлёта из Куйбышевского аэропорта Курумоч лайнер рухнул недалеко от аэропорта. Из находившихся на его борту 39 человек — 30 пассажиров и 9 членов экипажа, погибли 30, выжили 9.
Это первая катастрофа самолёта Ту-124 и второе происшествие (после инцидента на Неве).

## Самолёт
Ту-124В с бортовым номером СССР-45028 (заводской — 2350803, серийный — 08-03) был выпущен ХГАПП 31 июля 1962 года и имел вместимость салона на 44 пассажира. 22 декабря того же года самолёт поступил к Главному управлению гражданского воздушного флота, где сперва эксплуатировался в МУТА, а затем в ЦУ МВС. В Приволжское управление ГВФ Ту-124 был передан 26 декабря 1964 года, а всего на момент катастрофы 2,5-летний авиалайнер имел в общем 1612 лётных часов и 1151 посадку.

## Экипаж
Состав экипажа рейса SU-513 был из 173-го лётного состава 1-го Куйбышевского ОАО, в состав которого входили 9 человек:
- Командир воздушного судна (КВС) — Иван Костин;
- КВС-стажер — Виктор Сюлин;
- Проверяющий — заместитель командира авиаэскадрильи Павел Савельев;
- Второй пилот — Виктор Киряков;
- Штурман — Леонид Гостев;
- Бортмеханик — Александр Данилов;
- Бортрадист — Евгений Иванов;

В салоне авиалайнера работали 2 стюардессы:
- Зоя Чичерина-Мигай;
- Тамара Колесникова.

Всего на борту самолёта находились 30 пассажиров.

## Катастрофа
8 марта 1965 года, утром, в 11:34 по местному времени, рейс SU-513 с 30 пассажирами и 9 членами экипажа вылетел из Куйбышевского аэропорта Курумоч по магнитному курсу 100°, а рейс выполнял Ту-124В борт СССР-45028, летящий из Куйбышева в Сочи с промежуточной остановкой в Ростове-на-Дону. Самолёт произвёл взлет по магнитному курсу 100°. Но стоило ему подняться до высоты 40—50 метров, как после уборки механизации крыла произошло увеличение угла набора высоты, а также появился правый крен. В двигателях произошёл срыв пламени, и они остановились. Потерявший тягу и подъёмную силу, самолёт в 11:35 врезался левым крылом, а затем и фюзеляжем в заснеженное поле в 2300 метрах от центра полосы и правее её оси. Пожара при этом не возникло.
Непосредственно от удара о землю погибли 25 человек: 16 пассажиров и все 9 членов экипажа. Позже от ран скончались ещё 5 пассажиров.
С целью очищения от снега и льда Ту-124 был облит горячей водой. В его кабине были обнаружены: в левом кресле — КВС-стажёр, в кресле второго пилота — проверяющий. Командир и второй пилот в момент катастрофы находились в пассажирском салоне.
Это была второе авиационное происшествие самолёта Ту-124 после аварийной посадки на Неву и первая катастрофа с человеческими жертвами.

## Причины
По результатам рассмотрения различных вариантов, включая отказ двигателя и отказ руля высоты, комиссией был сделан вывод о неправильной работе авиагоризонтов. Точная причина этого не была выявлена, есть лишь две основные версии:
- стажёр поздно включил их и те не успели выйти на рабочий режим
- отказ правого авиагоризонта старой модели, вероятно, из-за попадания воды при обливании самолёта

Ещё одним вероятным фактором могло стать отсутствие у стажёра необходимых навыков по пилотированию на взлёте при сложных метеоусловиях (погода на момент катастрофы: дымка, видимость 1200 метров, боковой ветер 5 м/с).